# Cephalocera flavilineata
Cephalocera flavilineata är en tvåvingeart som beskrevs av Hesse 1969. Cephalocera flavilineata ingår i släktet Cephalocera och familjen Mydidae. Inga underarter finns listade i Catalogue of Life.